# Cohors I Augusta Cyrenaica
Die Cohors I Augusta Cyrenaica [Antoniniana] [equitata] (deutsch 1. augusteische Kohorte aus der Cyrenaica [die Antoninianische] [teilberitten]) war eine römische Auxiliareinheit. Sie ist durch Militärdiplome und Inschriften belegt.

## Namensbestandteile
- Augusta: die Augusteische. Die Ehrenbezeichnung bezieht sich auf Augustus; die Einheit wurde entweder während der Regierungszeit von Augustus aufgestellt (möglicherweise auch durch ihn persönlich)[1] oder der Titel wurde später honoris causa verliehen.[2]

- Cyrenaica: aus der Cyrenaica. Die Soldaten der Kohorte wurden bei Aufstellung der Einheit auf dem Gebiet der Cyrenaica innerhalb der römischen Provinz Creta et Cyrene rekrutiert.[2]

- Antoniniana: die Antoninianische. Eine Ehrenbezeichnung, die sich auf Caracalla (211–217) bezieht. Der Zusatz kommt in der Inschrift (AE 2009, 1467) vor.

- equitata: teilberitten. Die Einheit war möglicherweise ein gemischter Verband aus Infanterie und Kavallerie.[A 1]

Da es keine Hinweise auf den Namenszusatz milliaria (1000 Mann) gibt, war die Einheit entweder eine reine Infanterie-Kohorte, eine Cohors (quingenaria) peditata, mit einer Sollstärke von 480 Mann oder eine Cohors (quingenaria) equitata mit einer Sollstärke von 600 Mann (480 Mann Infanterie und 120 Reiter), bestehend aus 6 Centurien Infanterie mit jeweils 80 Mann sowie 4 Turmae Kavallerie mit jeweils 30 Reitern.

## Geschichte
Der erste Nachweis der Einheit in der Provinz Galatia et Cappadocia beruht auf einem Militärdiplom, das auf 99 n. Chr. datiert ist. In dem Diplom wird die Kohorte als Teil der Truppen aufgeführt, die in der Provinz stationiert waren. Ein weiteres Diplom, das auf 101 datiert ist, belegt die Einheit in derselben Provinz.
Der letzte Nachweis der Kohorte in der Provinz Galatia beruht auf der Inschrift (AE 2009, 1467), die auf 211/217 datiert ist.

## Standorte
Standorte der Kohorte in Galatia waren:
- Ancyra

## Angehörige der Kohorte
Folgende Angehörige der Kohorte sind bekannt.

### Kommandeure
| - C(aius) Antestius Seve[], ein Präfekt (CIL 13, 6812) | - Q. Valerius Vales, ein curator |